# 勒氏皇帶魚
勒氏皇帶魚（學名：Regalecus russelii）又名 金氏皇帶魚，是輻鰭魚綱、月魚目、皇帶魚科的一種肉食性深海魚類，分布於太平洋，包括日本、韓國、中國至墨西哥等海域。體呈銀色，胸鰭小，背鰭鰭條在頭部延伸成曳絲狀，腹鰭亦呈絲狀延伸，體長可達 5.4 公尺，最長約為 8 公尺，在現生硬骨魚中僅次於其近親皇带鱼（此處指狹義的硬骨魚，未包含四足類動物）。
勒氏皇帶魚極為罕見，大部分目擊紀錄為海浪冲上岸的個體。因標本少且體型特殊，日本人喻為「龍宮使者」（竜宮の使い）。由於常在地震前後出現，因此認為是地震的前兆，也因此被稱作 地震魚。一般認為它是受到地震驚嚇才游到淺層海域，故而在地震時容易被人類發現。